# Acer garrettii
Acer garrettii é uma espécie de árvore do gênero Acer, pertencente à família Aceraceae.